# Smala

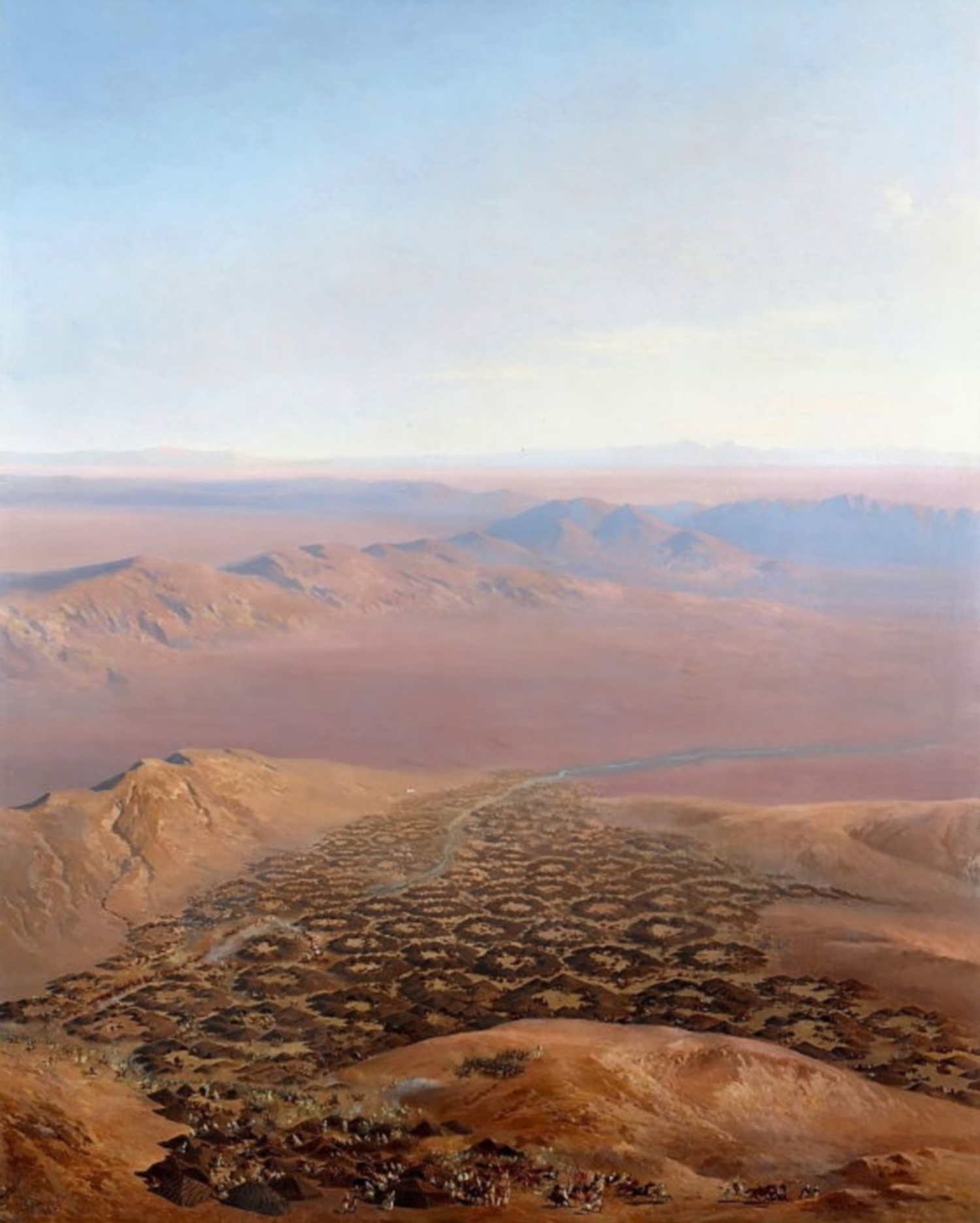
Vista panorámica de la Smala de Abd al-Qádir, representando la batalla de la Smala (cuadro pintado por Siméon Fort en 1843).

La smala (del árabe magrebí زمالة zmāla) es como se conoce en el Norte de África una agrupación de tiendas de campaña en donde se instala una tribu, es decir un clan liderado por un jefe tribal, al cual le acompaña toda su extensa familia, soldados, sirvientes, además del rebaño y otros bienes. 
El nombre se originaría en la famosa Smala de Abd al-Qádir, que resistió heroicamente durante la colonización francesa de Argelia. El duque de Aumale, quien lideró la ofensiva europea, describió la smala como «una verdadera ciudad itinerante, de unas 30.000 personas». 

## Etimología
Smala (sust. fem.) proviene del árabe magrebí زمالة zmāla y a su vez del amazig tazzmalt (en tifinag, ⵜⴰⵣⵣⵎⴰⵍⵜ), que significa 'reunión', 'multitud'.